# BMW G310R
A BMW G310 R csupasz motorkerékpár, melyet a BMW Motorrad tervezett és a TVS Motor Company gyárt Indiában. A G310 a BMW első modern 500 cm³ alatti motorkerékpárja. A motort 2015 novemberében mutatták be, értékesítése 2018-ban kezdődött meg. A TVS Apache RR 310 néven sajátlogós változatot is gyárt.
A motort egy négyszelepes 313 cm³-es folyadékhűtéses egyhengeres motor hajtja, ami a BMW szerint 25 kW (33,6 bhp) teljesítményre képes 9500-as fordulaton és 28 N⋅m (21 lbf⋅ft) nyomatéka van 7500-as fordulaton. A motorblokk szokatlan kialakítással rendelkezik; a beömlőnyílás elöl, a kipufogó pedig hátul kapott helyet rajta.
A BMW G310 GS néven egy „kalandmotor” változatot is kiadott a motorkerékpárból.

## Története
A BMW Motorrad 2013-ban bejelentette, hogy a TVS Motor Companyvel együttműködve gyártani fog egy 500 cm³-nél kisebb motorkerékpárt. A BMW ezt a típust belépőszintű motornak szánta, elsősorban azokra a piacokra, ahol az alacsonyabb lökettérfogattal rendelkező motorkerékpároknak nagyobb a piaca. Ez volt a BMW Motorrad első 500 cc-nél kisebb motorja.
A TVS–BMW-együttműködés első terméke a „BMW K03” kódnevet kapta. Ez egy tesztmotorkerékpár volt, melyet Indiában tervezetek, majd azt Németországba küldték további tesztelésekre és modifikációkra.
2015 októberében Brazíliában a BMW Motorrad bemutatta a BMW G310 Stunt koncepciómotorkerékpárt. A BMW Motorrad a motor sorozatgyártásra szánt verzióját a következő hónapban, a milánói EICMA, majd a delhi Auto Expo rendezvényen mutatta be. A motort 2016. július 18-tól lehet kapni Indiában.
A G310 R-t a KTM 390 sorozathoz hasonlóan, melyet ugyanúgy Európában terveztek és Indiában gyártottak, különböző országokban különböző szintű motorként reklámozták. Az indiai Rushlane szerint a motor „nem egy belépőszintű motorkerékpár, hanem egy prémium könnyű és kisméretű roadster”, míg az amerikai Cycle World ugyanazt a motort inkább belépűszintűnek és kisméretű városi roadsternek írta le.

### Minőségproblémák
A motor európai megjelenése a tervek szerint 2016. folyamán lett volna, azonban a BMW minőségkövetelményeinek nem megfelelő alkatrészek használata miatt az első példányok csak 2017 márciusában jutottak el a vásárlókhoz. 2017 áprilisában visszahívták a motorokat az elülső fékdugattyú korrodálása miatt, ami a féknyereg megszorulásához vezethet. 2018 júliusában az oldaltámasz és az azt tartó váz gyenge kialakítása miatt ismét vissza kellett hívni a típust.

## Gyártás
A BMW Motorrad a G310 R típust azzal a céllal fejlesztette, hogy azzal megemelje a vállalat piaci jelenlétét a nemzetközi piacon. A G310 R az első olyan BMW-motorkerékpár, melyet nem Európában gyártottak. A motort a BMW tervezte Münchenben, azonban a gyártást a TVS Motor Company végzi az indiai Hoszúrban.

## Technikai részletek
A BMW G310 R-t egy 313 cm³-es folyadékhűtéses egyhengeres motor hajtja, hengerfurata és lökethossza 80,0 mm × 62,1 mm (3,15 in × 2,44 in), felső fordulatszámhatára 10 500 rpm.
A G310 R 1988 mm hosszú, 896 mm széles és 1227 mm magas, tengelytávja 1374 mm, ülésmagassága 785 mm. A kormányzási szöge 64,9°. A motoron elöl 110/70 R17, míg hátul 150/60 R17 abroncsok vannak. A motor szériatartozéka a blokkolásgátló fékrendszer, a fékrendszer elöl egy 300 mm átmérőjű féktárcsából és egy sugárirányban csavarozott 4-dugattyús rögzített féknyeregből, míg hátul egy 240 mm átmérőjű féktárcsából és egy egydugattyús úszó féknyeregből áll. A motor üzemanyagkapacitása 11 L (2,4 imp gal; 2,9 US gal).

## Teljesítmény
A BMW szerint a G310 R motorja 25,1 kW (33,6 bhp) lóerő leadására képes 9500 rpm mellett, nyomatéka 28 N⋅m (21 lbf⋅ft) 7500 rpm-en. A BMW állítása szerint a G310 R végsebessége 144 km/h (89 mph), menetkész tömege pedig 158,5 kg (349 lb).
Az alábbi táblázatban az indonéz Otomotif című tabloid 2017 júliusi teszteredményei láthatóak:
| Paraméter                                | Idő                                |
| ---------------------------------------- | ---------------------------------- |
| 0–60 km/h (37 mph)                       | 3,7 s                              |
| 0–80 km/h (50 mph)                       | 5 s                                |
| 0–100 km/h (62 mph)                      | 7,5 s                              |
| 0–100 m (330 ft)                         | 6,9 s @ 95,8 km/h (59,5 mph)       |
| 0–201 m (1⁄8 mi)                         | 10,3 s @ 116,1 km/h (72,1 mph)     |
| 0–402 m (1⁄4 mi)                         | 15,9 s @ 133,9 km/h (83,2 mph)     |
| Végsebesség (a sebességmérő-óra szerint) | 152 km/h (94 mph)                  |
| Végsebesség (Racelogic)                  | 149,8 km/h (93,1 mph)              |
| Üzemanyagfogyasztás                      | 4 L/100 km (71 mpg‑imp; 59 mpg‑US) |